# アヴィエーレ (フリゲート)
アヴィエーレ（イタリア語: Aviere, F 583）は、イタリア海軍のルポ級フリゲート6番艦または改ルポ級、アルティリエーレ級（Artigliere）もしくはソルダティ級フリゲート（Soldati）に分類される場合は2番艦となる。艦名は航空兵を意味するイタリア語に由来する。

## 艦歴
「アヴィエーレ」は、リウーニティ造船アンコーナ造船所で建造され1982年9月3日に起工、1984年12月18日に進水し「ジーカール（Thi Qar、F-15）」と命名されるも、代金未払いのためイラク海軍への引渡しは見送られる。
その後湾岸戦争を経て国際連合の制裁措置もあり、引き受け先が宙に浮いたままであったが、1993年にイタリア海軍が購入する事となり、「アヴィエーレ」と命名され1995年1月4日に就役する。
2001年11月18日から不朽の自由作戦に参加し、3ヶ月間に渡りインド洋にて展開し貨物検査などに従事し、2002年3月18日にターラント海軍基地に帰港する。